# Omolabus tricolor
Omolabus tricolor es una especie de coleóptero de la familia Attelabidae.

## Distribución geográfica
Habita en Perú.